# Виноградов, Николай Константинович
Николай Константинович Виноградов (19 декабря 1914, деревня Фокино, Гжатский уезд, Смоленская губерния, Российская империя — 25 ноября 1991, город Омск, РСФСР, СССР) — участник Великой Отечественной войны, командир 45-мм противотанкового орудия 241-го гвардейского стрелкового полка 75-й гвардейской стрелковой дивизии 30-го стрелкового корпуса 60-й армии Центрального фронта, гвардии старший сержант, Герой Советского Союза (1943) .

## Биография
Родился 19 декабря 1914 года в деревне Фокино (ныне Гагаринского района Смоленской области) в крестьянской семье. Отец погиб в Первую мировую войну, мать умерла в 1942 году во время гитлеровской оккупации.
В 1929 году окончил школу ФЗУ в Москве, там же работал в Метрострое. Переехал в Приморский край, г. Спасск-Дальний.
В Красной Армии с 1938 года. По некоторым данным участвовал в боях у озера Хасан.

## В годы Великой Отечественной войны
В действующей армии гвардии старший сержант Виноградов Н. К. с декабря 1941 года.
С марта 1943 года — в должности командира 45-мм противотанкового орудия 241-го гвардейского стрелкового полка 75-й гвардейской стрелковой дивизии.
Участвовал в битве на Курской дуге, был награждён орденом «Отечественной войны» 1 степени. В представлении к награждению командир 241-го гвардейского стрелкового полка гвардии подполковник Бударин Н. П. написал:

В бою в районе высоты 228.7, что северо-западнее хутора Дружковский, проявив отвагу и мужество уничтожил из своего орудия один тяжёлый и один средний танки, до 2 взводов пехоты и разбил три огневых точки противника.

Гвардии старший сержант Виноградов Н. К. особенно отличился при форсировании реки Днепр севернее Киева, в боях при захвате и удержании плацдарма в районе сёл Глебовка и Ясногородка (Вышгородский район Киевской области) на правом берегу Днепра осенью 1943 года.
Командир 241-го гвардейского стрелкового полка гвардии подполковник Бударин Н. П. в наградном листе написал:

В боях на Киевском направлении проявил исключительную стойкость и мужество.

24.9.45 г. при форсировании Днепра стрелковыми подразделениями тов. Виноградов из подручных средств соорудил плот, на котором первым перевёз 45-мм пушку через Днепр. Несмотря на сильный артиллерийско-миномётный огонь, на открытой местности развернул орудие и уничтожил своим метким огнём 3 пулемётных точки и одно орудие противника, которые мешали нашим стрелковым подразделениям преодолевать водную преграду.

24.9.43 года и 25.9.43 года противник получил подкрепление и перешёл в контратаку, тов. Виноградов, находясь в боевых порядках батальона, огнём своего орудия способствовал отражению контратак, при этом уничтожил до 70 солдат и офицеров противника.

За проявленную смелость и обеспечение прикрытия огнём при форсировании Днепра достоин присвоения звания «Герой Советского Союза».

Указом Президиума Верховного Совета СССР от 17 октября 1943 года за успешное форсировании реки Днепр севернее Киева, прочное закрепление плацдарма на западном берегу реки Днепр и проявленные при этом мужество и геройство гвардии старшему сержанту Виноградову Николаю Константиновичу присвоено звание Героя Советского Союза с вручением ордена Ленина и медали «Золотая Звезда» .
В дальнейших боях за освобождение Белоруссии Виноградов Н. К. показал себя исключительно стойким, мужественным и смелым артиллеристом и был награждён орденом Славы 3-й степени. В наградном листе командир 241-го гвардейского стрелкового полка гвардии подполковник Мирошниченко Л. Г. написал:

За время 6-10 января 1944 года при прорыве сильно укреплённой оборонительной полосы противника и в дальнейших наступательных боях, своим орудием, находясь исключительно на прямой наводке, уничтожил 1 средний танк, 3 автобронемашины и подавил огонь 2-х огневых точек противника. Когда выбыл из строя командир огневого взвода т. Виноградов принял на себя командование.

## В послевоенные годы
С 1946 года до ухода на заслуженный отдых Н. К. Виноградов служил в органах МВД СССР. Жил в городе Омске.
Умер 25 ноября 1991 года. Похоронен на Старо-Северном кладбище Омска .

## Награды и звания
- медаль «Золотая Звезда» № 1548 Героя Советского Союза (17 октября 1549);
- орден Ленина;
- орден Отечественной войны I степени;
- орден Отечественной войны I степени;
- орден Красной Звезды;
- орден Славы III степени;
- Медали, среди которых медаль «За оборону Сталинграда».

## Память
- В учебном центре Сухопутных войск Вооруженных сил Украины «Десна» установлен бюст Героя.